# Троїцьке (Подільський район)
Тро́їцьке (колишні назви — Свято-Троїцьке (Святотроїцьке), Волхонське (Волохонське) — село Любашівської селищної громади Подільського району Одеської області України. Населення становить 2314 осіб.

## Історія

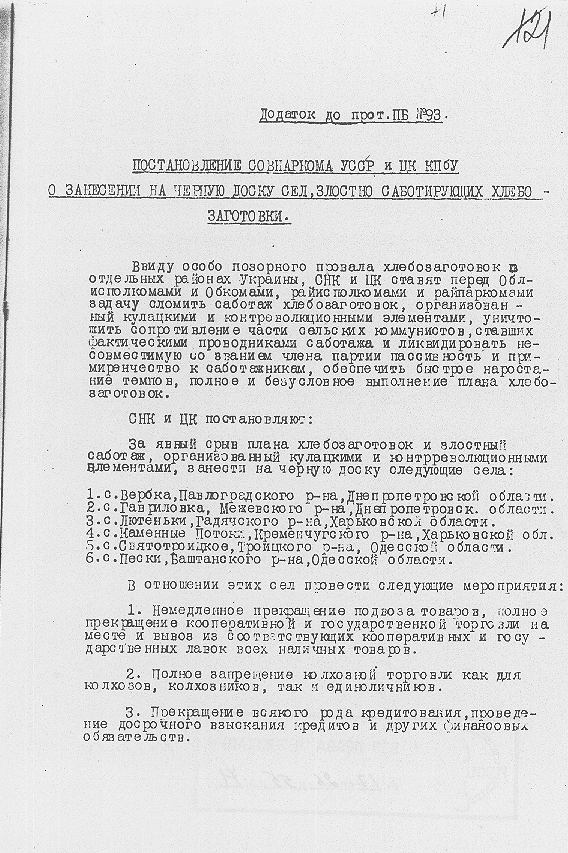
Оригінал постанови

У 1825 році в селі було 206 дворів, 626 душ чоловічого населення.
Тривалий час (з 19 століття до 1957 року) село було волосним центром Ананьївського повіту та районним центром Одеської області.
У 1987 році було відкрито Свято-Троїцьку фельдшерську дільницю, управляти якою призначили М. М. Ментова. У 1898 році княгиня Є. П. Гика пожертвувала ділянку землі на будівництво лікарні в селі. Постановою Ананьївських повітових земських зборів землю закріпили за Ананьївським земством. Восени 1900 року будівництво лікарні було завершено.
Під час Голодомору 1932—1933 рр. село було занесене на «чорну дошку».
(рос.)
Встановлено імена 2 жертв, що померли в селі під час організованого радянською владою Голодомору 1932—1933 років.
Під час Другої світової війни перебувало під окупацією. Зайняте радянською армією 31 березня 1944 року.
Зараз село є одним із населених пунктів на трасі Київ—Одеса E95.
Колишній орган місцевого самоврядування — Троїцька сільська рада.
12 червня 2020 року, відповідно до Розпорядження Кабінету Міністрів України від № 724-р «Про визначення адміністративних центрів та затвердження територій територіальних громад Одеської області», увійшло до складу Любашівської селищної громади.
19 липня 2020 року, в результаті адміністративно-територіальної реформи і ліквідації Любашівського району, село увійшло до складу новоутвореного Подільського району.

## Населення
Згідно з переписом УРСР 1989 року чисельність наявного населення села становила 2621 особа, з яких 1181 чоловік та 1440 жінок.
За переписом населення України 2001 року в селі мешкало 2311 осіб.

### Мова
Розподіл населення за рідною мовою за даними перепису 2001 року:
| Мова       | Відсоток |
| ---------- | -------- |
| українська | 94,60 %  |
| російська  | 2,77 %   |
| молдовська | 2,29 %   |
| вірменська | 0,17 %   |
| болгарська | 0,13 %   |

## Відомі особистості
- Фруміна Діна Михайлівна (1914—2005) — одеська художниця (народилась і закінчила школу в селі).
- Ростислав Палецький — майстер народної творчості та декоративно-ужиткового мистецтва.[9]
- Анатолій Войтенко — професор (народився в 1935 р. в селі)
- о. Антоній (Гриневич) (1875—1937) — український релігійний діяч, архієпископ Балтський і Першотравненський УАПЦ.
- Іван Арсентійович Чернець (1920—1999) — герой війни, льотчик-винищувач, письменник (писав під псевдонімом Арсентьєв), уродженець села.
- Г. В. Василенко — учасник війни, повний кавалер ордену Слави.[10]
- Тетяна Михайлівна Ємець (нар. 1959) — філософ, українознавець, уродженка Троїцького.
- Редчук Галина Василівна — Заслужений вчитель України, викладач образотворчого мистецтва, організатор художньої студії «Сонячний круг» в Державній спеціалізованій художній школі-інтернаті І-ІІІ ступенів «Колегіум мистецтв у Опішні».